# Новосёлов, Сергей Иосифович
Сергей Иосифович Новосёлов (1909—1974) — советский педагог-математик, доцент, автор школьных учебников, методических работ, спецкурсов для педагогических вузов. Выступал с критикой идей учёных-математиков по модернизации школьного курса математики.
Окончил МГУ в 1930 году. Преподавал в Московском электромашиностроительном институте с 1929 года, на физическом факультете МГУ с 1931 года. С 1940-х по 1960-е годы был заместителем главного редактора журнала «Математика в школе», с 1966 года преподавал в Московском областном пединституте имени Крупской на кафедре Ивана Андронова. За педагогическую деятельность присвоено учёное звание доцента. Был верующим православным.

## Публикации
- Новоселов С. И. Руководство по преподаванию тригонометрии : пособие для учителей. — М. : Учпедгиз, 1958. — 184 с.
- Новоселов С. И. Специальный курс тригонометрии : допущено М-вом высшего и среднего спец. образования СССР в качестве учеб. пособия для пед. ин-тов и гос. ун-тов. — 5-е изд., [испр.] — М. : Высшая школа, 1967. — 536 с.[1][2]
- Новоселов С. И. Тригонометрия : учебник для 9—10 классов средней школы : утв. М-вом просвещения РСФСР. — Изд. 9-е. — М. : Учпедгиз, 1964. — 96 с.
- Невяжский Г. Л., Новоселов С. И. Об исследовании уравнений. Математика в школе. — 1946. — № 2. — С. 15—30.
- Новоселов С. И. Бесконечные пределы. Математика в школе. — 1941. — № 3. — С. 16—22.
- Новоселов С. И. Геометрическая теория комплексных чисел. Математика в школе. — 1940. — № 3. — С. 7—22.
- Новоселов С. И. К вопросу о тождественных преобразованиях. Математика в школе. — 1947. — № 2. — С. 25—28.
- Новоселов С. И. Новоселов С. И. О дискуссионных вопросах, связанных с учением о функциях в школьном курсе. Математика в школе. — 1954. — № 4. — С. 43—46.
- Новоселов С. И., Моденов П. С. Математика. Пособие для поступающих в вузы. Издательство МГУ, 1966.
- Гребенча М. К., Новоселов С. И. Курс математического анализа. Государственное учебно-педагогическое издательство Министерства просвещения РСФСР, 1953.[3]
- Новоселов С. И. Специальный курс элементарной алгебры : [Для пед. ин-тов]. — 2-е изд. — Москва : Совет. наука, 1953. — 560 с. : черт.; 23 см.[4][5]
- Новоселов С. И. Павел Афанасьевич Ларичев. — 1952‍.
- Новоселов С. И. Обратные тригонометрические функции пособие для учителей. Изд. 3-е. Москва : Учпедгиз, 1950.[6]
- Новоселов С. И. О книге В. Л. Гончарова «Арифметические упражнения и функциональная пропедевтика». Математика в школе. — 1948. — № 5. — С. 51—53.
- Новоселов С. И. О понятии числовой последовательности в курсе IX класса. Математика в школе. — 1951. — № 3. — С. 18—21.
- Новоселов С. И. О понятиях уравнения и тождества. Математика в школе. — 1954. — № 1. — С. 15—22.
- Новоселов С. И. О решении и исследовании уравнений. Математика в школе. — 1952. — № 1. — С. 13—19.
- Новоселов С. И. О «Справочнике по элементарной математике» М. Я. Выгодского. Математика в школе. — 1952. — № 4. — С. 77—80.
- Новоселов С. И. О тематике арифметических задач (по поводу статьи профессора И. В. Арнольда). Математика в школе. — 1946. — № 2. — С. 47—48.
- Новоселов С. И. О тождественных преобразованиях. Математика в школе. — 1953. — № 3. — С. 76—77.
- Новоселов С. И. О тригонометрических уравнениях. Математика в школе. — 1955. — № 1. — С. 34—39.
- Новоселов С. И. Об исследовании стереометрических задач на вычисление с параметрическими данными. Математика в школе. — 1955. — № 4. — С. 32—41.
- Новоселов С. И. Ответ на статью Ю. О. Гурвица и С. В. Филичева. Математика в школе. — 1948. — № 1. — С. 50—51.
- Новоселов С. И. Письмо в редакцию. Математика в школе. — 1953. — № 6. — С. 78.
- Новоселов С. И. Понятие действительного числа в школьном курсе алгебры. Из опыта преподавания алгебры в средней школе : сб. статей. — М. : Учпедгиз, 1958. — С. 19—29.
- Новоселов С. И. Понятие предела. Математика в школе. — 1941. — № 1. — С. 18—24.
- Новоселов С. И. Новоселов С. И. Понятие предела в курсе IX класса. Математика в школе. — 1948. — № 4. — С. 16—25.
- Новоселов С. И. Понятие функции и геометрические интерпретации. Математика в школе. — 1940. — № 6. — С. 3—9.
- Новоселов С. И. Стабильные учебники по математике (средняя школа). Заключение редакции математики Учпедгиза. Математика в школе. — 1938. — № 4. — С. 66—69.
- Новоселов С. И. Учение о функциях в средней школе. — 1946‍.